# Richard A. Snelling
Richard Arkwright Snelling, född 18 februari 1927 i Allentown, Pennsylvania, död 13 augusti 1991 i Shelburne, Vermont, var en amerikansk republikansk politiker. Han var guvernör i delstaten Vermont 1977–1985 och på nytt från 10 januari 1991 fram till sin död sju månader senare.
Snelling tjänstgjorde i USA:s armé i Europa 1945–1946. Han studerade vid Harvard University.
Snelling efterträdde 1977 Thomas P. Salmon som guvernör i Vermont. Efter fyra tvååriga mandatperioder bestämde sig Snelling för att inte ställa upp till omval i guvernörsvalet 1984. Han efterträddes 1985 av Madeleine M. Kunin.
Snelling utmanade utan framgång den sittande senatorn Patrick Leahy i senatsvalet 1986. Snelling vann sedan år 1990 sitt femte guvernörsval och efterträdde Kunin som guvernör i januari 1991. Snelling avled i ämbetet senare samma år och efterträddes av demokraten och viceguvernören Howard Dean.
Snelling var unitarier och frimurare. Han gravsattes på Shelburne Village Cemetery i Shelburne, Vermont.